# Juvenal Correia Leal
Juvenal Correia Leal – trener piłkarski z Wysp Świętego Tomasza i Książęcej.

## Kariera trenerska
Do 1998 prowadził narodową reprezentację Wysp Świętego Tomasza i Książęcej. Potem był prezesem klubu Santana FC.